# Мост Курусима-Кайкё
Мост Курусима-Кайкё (яп. 来島海峡大橋) — мостовой переход, пересекающий пролив Курусима-Кайкё между островами Сикоку и Осима (Внутреннее Японское море), расположенный в северной части города Имабари, Япония. Является частью скоростной автодороги 317 Нисисето (Ономити — Имабари) и системы мостов Хонсю—Сикоку.

## Характеристика
1 мая 1999 года мост Курусима-Кайкё был открыт для движения в составе скоростной автодороги, связывающий город Имабари на острове Сикоку (районы Коуратё, Тикамитё, Накабори) и острове Осима (район Йосиуми).
Длина — 4045 м (960+1515+1570). Мостовой переход представлен тремя висячими мостами: Первый Курусима-Кайкё, Второй Курусима-Кайкё и Третий Курусима-Кайкё. Мост пересекает маленькие острова Умасима и Мусидзима. Мостовой переход имеет шесть башен и четыре несущие опоры. Является длиннейшим мостовым переходом среди висячих мостов в мире, обогнав Акаси-Кайкё на 104 м. Длина основного пролёта: Первого моста — 600 м, Второго — 1020 м, Третьего — 1030 м.
Имеет 4 ряда движения для автомобилей (по два в обе стороны), 2 ряда для мотоциклов, пешеходные дорожки.